# جی دی پاردو
جی دی پاردو (انگلیسی: J. D. Pardo؛ زادهٔ ۷ سپتامبر ۱۹۸۰) بازیگر آمریکایی السالوادوری‌تبار است. وی از سال ۲۰۰۱ میلادی تاکنون مشغول فعالیت بوده‌است.
از فیلم‌های معروف او می‌توان به بازی در فیلم داستان سیندرلا، خواب‌آور و دختری چون من: داستان گوئن آرائوخو  فیلم سینمایی زنبوردار  اشاره کرد.